# Baronía de Guía Real
La Baronía de Guía Real (también: de la Cuadra) es un título nobiliario español, creado el 12 de diciembre de 1752 por el rey  Fernando VI, con el Vizcondado previo de San Agustín, a favor de Luis Carbonell y de Ferraz, I marqués de la Quadra. 
Luis Carbonell y de Ferraz era Caballero de la Orden de Santiago, Regidor Decano de la Ciudad de Barcelona, y Teniente Coronel de Dragones. Posteriormente, obtendría el título de marqués de la Quadra, el 31 de marzo de 1757, de manos del mismo rey. Recibió ambos títulos en atención a sus méritos y servicios, así como a los de su padre  José Carbonell, Coronel de Infantería, que sirvió de guía al rey Felipe V en 1706, cuando se levantó el sitio de Barcelona. Su ascendiente, Pedro Carbonell, había sido honrado por Fernando el Católico, el 23 de febrero de 1481, con el Privilegio de Generoso, por sus méritos en la liberación de la reina Juana Enríquez, que se hallaba sitiada en Gerona.
El título fue rehabilitado en 1930 a favor de Javier Pascual de Quinto y Martínez de Andosilla, V barón de Guía Real.
El actual titular, desde 2004, es María del Pilar Pascual de Quinto y Montalvo, VII baronesa de Guía Real y VIII marquesa de Torremejía.

## Armas
En campo de azur, un cabrío, de plata, acompañado en lo alto de tres estrellas de lo mismo, y en punta, de un lebrel de sable, pasante.

## Barones de Guía Real
|                                                | Titular                                          | Periodo                                 |
| Creación en 1752 por el rey Fernando VI        | Creación en 1752 por el rey Fernando VI          | Creación en 1752 por el rey Fernando VI |
| ---------------------------------------------- | ------------------------------------------------ | --------------------------------------- |
| I                                              | Luis Carbonell y de Ferraz                       | 1752-1789                               |
| II                                             | Mariana Joaquina Carbonell                       | 1789-1796?                              |
| III                                            | José María de Oliveras y Ros                     | 1796-1830?                              |
| IV                                             | Juan María de Oliveras y Carbonell               | 1830-?                                  |
| Rehabilitación en 1930 por el rey Alfonso XIII |                                                  |                                         |
| V                                              | Javier Pascual de Quinto y Martínez de Andosilla | 1930-1989                               |
| VI                                             | María Begoña Pascual de Quinto y Montalvo        | 1992-2004                               |
| VII                                            | María del Pilar Pascual de Quinto y Montalvo     | 2004-actualidad                         |

## Historia de los barones de Guía Real
- Luis Carbonell y de Ferraz, I barón de Guía Real, I marqués de la Quadra, I vizconde San Agustín, Caballero de la Orden de Santiago, Regidor Decano de la Ciudad de Barcelona, y Teniente Coronel de Dragones.

Le sucedió, por cesión inter vivos en 1789, su hija:
- Mariana Joaquina Carbonell, II baronesa de Guía Real.

Le sucedió (en 1796?):
- José María de Oliveras y Ros,  III barón de Guía Real, II marqués de la Quadra.

Le sucedió (en 1828/1830?):
- Juan María de Oliveras y Carbonell,  IV barón de Guía Real, III marqués de la Quadra.

Rehabilitado en 1930 a favor de:
- Javier Pascual de Quinto y Martínez de Andosilla (1895-1989), V barón de Guía Real.

1. Casó con María de la Asunción Montalvo y Orovio.

Le sucedió, en 1992, su hija mayor:
- María Begoña Pascual de Quinto y Montalvo (†2004), VI baronesa de Guía Real, VII marquesa de Torremejía y VII marquesa de Villarrubia de Langre.

1. Casó con Florentín Rodríguez-Casanova y Travesedo (†1972).

Sin descendencia.
Le sucedió, en 2004, su hermana:
- María del Pilar Pascual de Quinto y Montalvo (n. 1922), VII baronesa de Guía Real, VIII marquesa de Torremejía.

1. Casó con Fernando de España y Morell (n.1914), V conde de España.

De cuyo matrimonio nacieron dos hijos:
1. José de España y Pascual de Quinto, VI conde de España; casó con Carolina Caamaño y de Palacio.
2. María de España y Pascual de Quinto (n.1949); casó con Juan Armada y Díez de Rivera.

Actual titular.